# Relationer mellan Australien och Bangladesh
Relationer mellan Australien och Bangladesh upprättades strax efter att Australien, som det fjärde landet i världen, erkände Bangladeshs självständighet 1971. Sedan dess har relationerna varit goda.
År 2011 bodde det 27 808 personer från Bangladesh i Australien, en betydande utökning jämfört med 16 100 personer år 2006.
Åren 2013-4 var Australiens export till Bangladesh värd 461 miljoner australiska dollar. De viktigaste exportvarorna var grönsaker, bomull and mejeriprodukter. De viktigaste importvarorna var kläder och textiler.